# 阿尔比提奥
阿尔比提奥（英語：Arbitio）。约活动于公元4世纪前后。古罗马政治家、将领。 后升为马军长官（约公元351年至公元361年）前后，公元355年担任执政官。他多年领导军务，为罗马帝国皇帝所信赖。其于后期罗马帝国中发挥了广泛影响力。

## 扩展阅读
- Ammianus Marcellinus, Loeb Classical Library
- Lenski, N.E., Failure of empire: Valens and the Roman State in the fourth century A.D. (2002)